# El Carmen (Jalpa de Méndez)
El Carmen es un ejido del municipio de Jalpa de Méndez ubicado en la subregión centro del estado mexicano de Tabasco.

## Geografía
La localidad se ubica a 10.3 kilómetros (en dirección oeste) de la localidad de Jalpa de Méndez, la cabecera y lugar más poblado del municipio. Se sitúa en las coordenadas geográficas 18°12′43″N 93°09′08″O / 18.211944, -93.152222, a una elevación de 8 metros sobre el nivel del mar.

## Demografía
Según el Conteo de Población y Vivienda 2020, efectuado por el Instituto Nacional de Estadística y Geografía, la localidad de El Carmen tiene 642 habitantes, de los cuales 311 son del sexo masculino y 331 del sexo femenino. Su tasa de fecundidad es de 2.63 hijos por mujer y tiene 167 viviendas particulares habitadas.
| Gráfica de evolución demográfica de El Carmen entre 1990 y 2020 |
|                                                                 |
| INEGI.                                                          |